# Cempaka Putih Barat
Cempaka Putih Barat is een plaats (wijk) - (kelurahan) in het bestuurlijke gebied Cempaka Putih, Jakarta Pusat (Centraal-Jakarta) in de provincie Jakarta, Indonesië.  De plaats telt 37.234 inwoners (volkstelling 2010).